# Tetralycosa baudinettei
Tetralycosa baudinettei Framenau & Hudson, 2017 è un ragno appartenente alla famiglia Lycosidae.

## Etimologia
Il nome proprio è in onore del defunto professore Russell Baudinette, per il suo sostegno e tutoraggio durante gli studi sull'ecologia dei laghi salati per il dottorato.

## Caratteristiche
L'olotipo maschile ha una lunghezza totale di 8,46mm: il cefalotorace è lungo 4,79mm, e largo 3,29mm.
Il paratipo femminile ha una lunghezza totale di 12,78mm: il cefalotorace è lungo 6,58mm, e largo 4,70mm.

## Distribuzione
La specie è stata reperita nell'Australia occidentale. Di seguito alcuni rinvenimenti:
1. l'olotipo maschile rinvenuto mentre stava scavando una tana nella sabbia sulla riva del Lago Lefroy, un lago salato dell'Australia occidentale, nel dicembre 2013.
2. un paratipo femminile rinvenuto nei pressi del Lago Lefroy, in Australia occidentale nel febbraio 1994.
3. due esemplari maschili, nei pressi del Lago Goongarrie, in Australia occidentale.

## Tassonomia
Appartiene all' alteripa-group insieme a T. alteripa, T. floundersi e T. rebecca.
Al 2021 non sono note sottospecie e dal 2017 non sono stati esaminati nuovi esemplari.